# Szahname

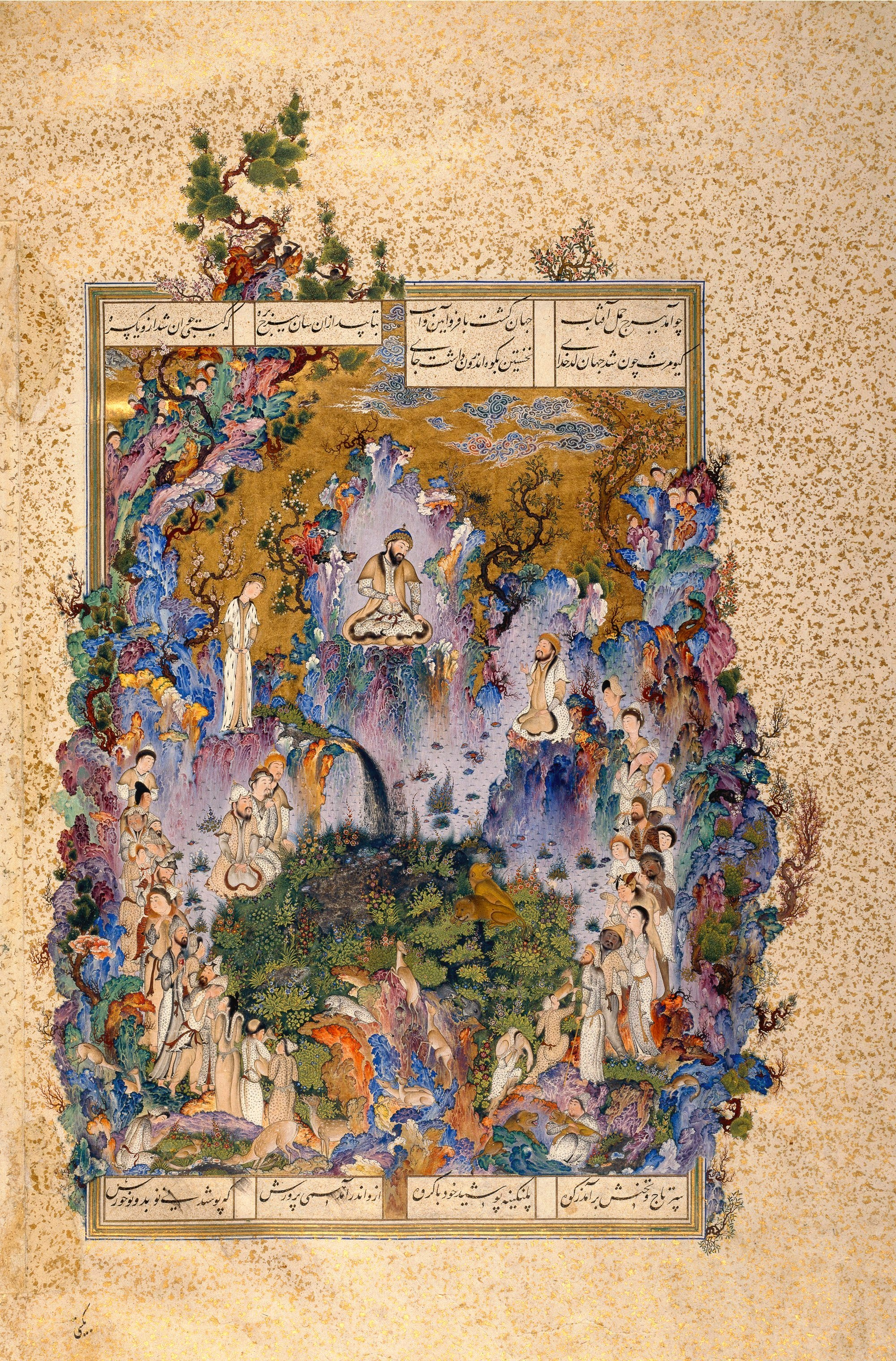
Dwór Gajomarsa, miniatura z Szahname szacha Tahmaspa, Soltan Mohammad, ok. 1530. Muzeum Agi Chana w Toronto

Szahname, pers.: شاهنامه "Księga królewska" – perski epos narodowy autorstwa Ferdousiego (940 – 1020 albo 1025), opowiadający tradycyjną historię Iranu od stworzenia świata do upadku dynastii Sasanidów.
Szahname "wyrosła z najstarszych i najtrwalszych tradycji Irańczyków; jej nowoperski kształt jest wynikiem wielowiekowego procesu przetwarzania tradycji narodowej, cyklizacji starych podań i legend o bohaterach i układania ich w takiej kolejności, by przybrały kształt kroniki". Pierwszą znaną próbą kodyfikacji tej tradycji było skomponowane pod koniec panowania Sasanidów Chwadajnamak ("Księga władców"), którą w VIII w. przełożył na arabski Ibn al-Mukaffa (zm. ok. 757). Zarówno średnioperski oryginał, jak i arabski przekład tego dzieła zaginęły. Pierwszą ważniejszą próbę odtworzenia tradycji zawartych w Chwadajnamak podjął Abu Ali Balchi (X w.), korzystający z zaginionych dziś przekładów źródeł średnioperskich na arabski. Jego dzieło także zaginęło. W połowie X wieku samanidzki namiestnik Tusu, Mohammad-e Abd ar-Razzagh (zm. 961), zebrał ludzi znających historię i stare legendy i kazał im sporządzić Szahname spisaną prozą pod kierunkiem swojego wezyra Abu Mansura Mohammada al-Mamari. Na podstawie tej Szahname pochodzący z Tusu poeta Daghighi (zm. ok. 976) rozpoczął pisanie wierszowanej Szahname. Po śmierci Daghigiego jego pracę kontynuował także wywodzący się z Tusu Ferdousi, który włączył tysiąc bejtów swojego poprzednika do nowej wersji eposu. Ferdousi ukończył Szahname w 1010 roku. W różnych rękopisach jej objętość waha się od 48 do 55 tysięcy bejtów.

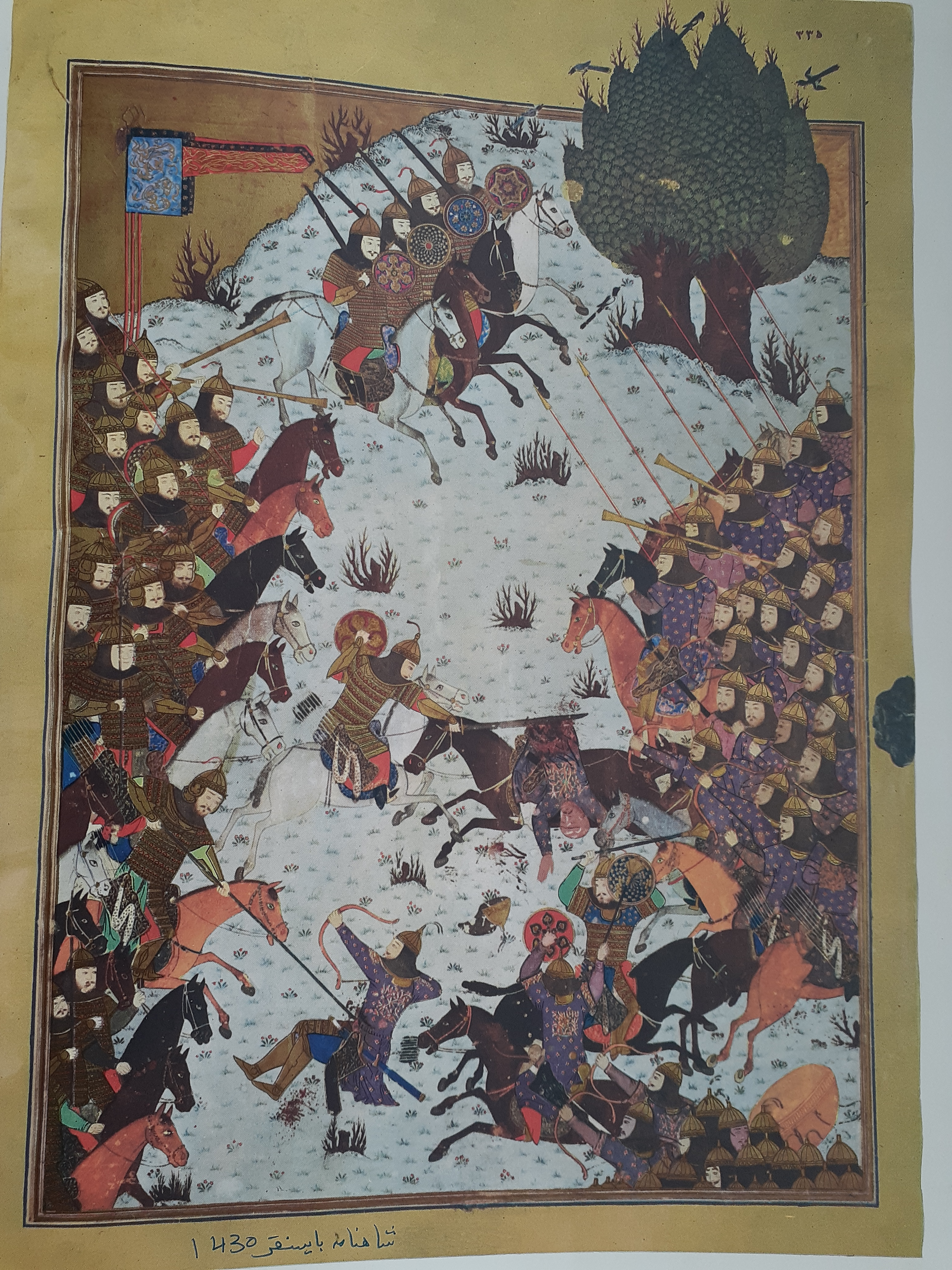
Walka armii Iranu pod wodzą Kej Chosrowa i Turanu pod wodzą Afrasjaba, miniatura z Szahname Bajsonghora, ok. 1430. Biblioteka Pałacu Golestan

Tradycyjnie w europejskiej nauce Szahname dzieli się na trzy części: mityczną, heroiczną i historyczną. Rozpoczyna się ona stworzeniem świata, po czym następuje panowanie kolejnych królów ludzkości, począwszy od praczłowieka Gajomarsa aż do Feriduna. Ci pierwsi królowie, nazywani Piszdadydami, są dobroczyńcami ludzkości, ustanawiającymi kolejne instytucje życia społecznego, a także walczącymi z demonami nawiedzającymi Ziemię. Kiedy jednak być może największy z tych królów, Dżemszyd, popada w pychę, opuszcza go łaska ("farr") i świat dostaje się pod tysiącletnie panowanie tyrana Zahhaka. Zahhak zostaje obalony przez Feriduna, który przed śmiercią dzieli świat pomiędzy swoich trzech synów: pierworodny Salm otrzymuje Rum (tj. Zachód), młodszy Tur Turan, a najmłodszy Iradż Iran. Iradż zostaje jednak zamordowany przez swoich braci, co uruchamia niekończący się cykl zemsty, i odtąd głównym tematem eposu staje się walka pomiędzy Iranem a Turanem, osiadłymi Irańczykami i koczownikami Azji Środkowej. W tak rozpoczętej heroicznej części poematu dominuje postać Rostama, wywodzącego się z Sistanu herosa o nadludzkiej sile, który wspiera królów Iranu w ich wojnach. Po śmierci króla Zawa, który nie pozostawił po sobie następcy, irańska arystokracja powołuje na tron Kej Kobada, założyciela dynastii Kejanidów. Panowanie Kejanidów dobiega końca, kiedy urodzony z odrzuconej przez króla Daraba ciężarnej matki Eskandar (czyli Aleksander Macedoński) pokonuje swojego przyrodniego brata Darę i podbija Iran. Wraz z pojawieniem się Eskandara rozpoczyna się historyczna część Szahname, jednak "postacie są wprawdzie historyczne, ale ich czyny to w większości wyraźnie przejęte z dawnych podań «szaty honorowe». I tak zarówno Eskandar, jak i założyciel dynastii Sasanidów Ardaszir zabijają smoka, udowadniając w ten sposób, że posiadają farr. Panowanie Arsakidów, nazywanych w Szahname Aszkanidami, w eposie trwa około 200 lat i jest potraktowane bardzo pobieżnie. Ferdousi zna imiona tylko ośmiu królów Partów. "Z punktu widzenia historiografii najwięcej elementów faktograficznych zawierają partie dzieła poświęcone epoce Sasanidów".

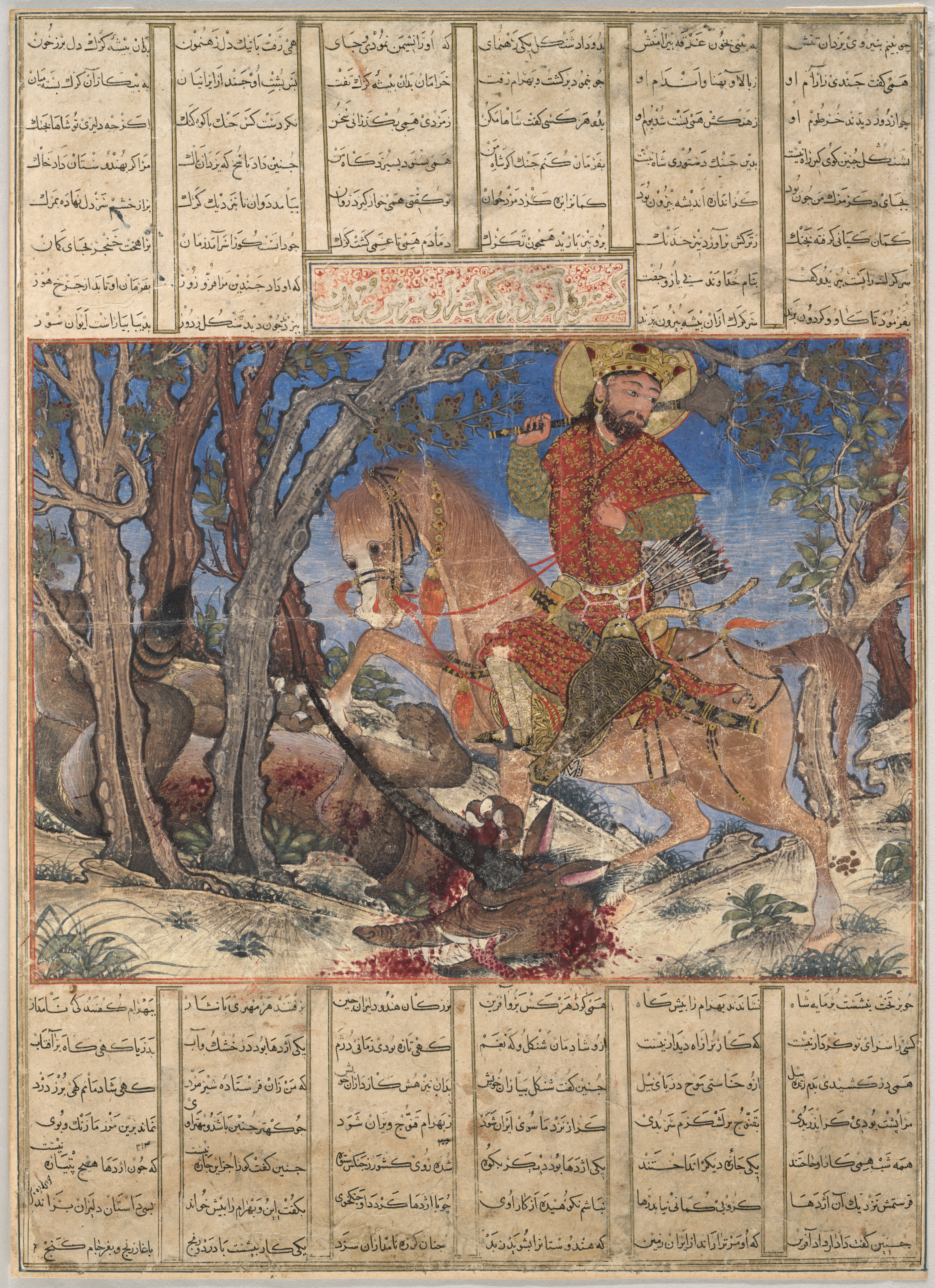
Bahram Gur zabijający wilka, strona z rękopisu Wielkiej Mongolskiej Szahname. Tebriz, ok. 1335. Harvard Art Museums

Szahname jest przede wszystkim historią wojen i rycerskich czynów, jednak zawiera w sobie także historie miłosne, co sprawia, że Ferdousi obok twórcy perskiej epiki heroicznej może uchodzić także za prekursora epiki romantycznej. Z kolei wyodrębniony fragment dzieła, nazywany Dastan o Rostamie i Sohrabie, zaliczany jest do perskiego gatunki epiki określanego jako dastan. Szahname zawiera bardzo mało zapożyczeń z arabskiego i "odegrało ogromną rolę w formowaniu się języka nowoperskiego. O jego popularności wśród Irańczyków – utrzymującej się od pierwszych dni po ukazaniu się tekstu do dziś – decydowały względy artystyczne, dramaturgia opisywanych tam zdarzeń, walory poetyckie i w końcu naukowe". Po podboju arabskim Iran był zagrożony arabizacją w imię islamu i Szahname Ferdousiego, "prawdziwe repozytorium irańskich tradycji" było najważniejszym pojedynczym czynnikiem pozwalającym Irańczykom na zachowanie ich tożsamości.

## Polskie przekłady
- Opowieść o miłości Zala i Rudabe. Wyjęta z Szach-name. Franciszek Machalski (tłum.). Wrocław: Zakład Narodowy im. Ossolińskich – Wydawnictwo, 1961, seria: BN II 123. Brak numerów stron w książce
- Księga królewska. Wybór. Władysław Dulęba (tłum.). Warszawa: PIW, 1981. Brak numerów stron w książce
- Księga królewska. Szahname. T. 1. Władysław Dulęba (tłum.). Kraków: Nomos, 2004. ISBN 83-88508-60-1. Brak numerów stron w książce